# 车竞
车竞（1959年—），汉族，中华人民共和国政治人物、第十一届全国政协委员。
加入中国民主同盟，担任民盟中央委员、辽宁省委副主委、营口市委主委、辽宁省营口市副市长。2008年，当选第十一届全国政协委员，代表中国民主同盟，分入第六组。